# Inauguration de l'autel
 (décembre 2024).
Si vous disposez d'ouvrages ou d'articles de référence ou si vous connaissez des sites web de qualité traitant du thème abordé ici, merci de compléter l'article en donnant les références utiles à sa vérifiabilité et en les liant à la section « Notes et références ».

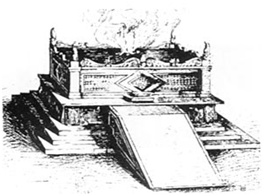
Philip Y. Pendleton, Brève Esquisse du tabernacle juif.

L’inauguration de l'autel (hébreu : חנוכת המזבח hanoukkat hamizbea’h) est la cérémonie où l’on apporte des offrandes sur l’autel des offrandes pour la première fois depuis son érection. C’est vraisemblablement cette inauguration qui donne son nom à la fête juive de Hanoucca, car lorsque les Hasmonéens pénètrent dans le deuxième temple de Jérusalem pour la première fois, ils y trouvent un autel profané par les Séleucides et par conséquent inutilisable (1 Maccabées 4:42-46).

## L’inauguration de l'autel dans les sources juives bibliques et rabbiniques
L’inauguration est mentionnée une première fois lors de la dédicace du Tabernacle dans le désert, en Nombres 7:10 (« Les princes firent des offrandes inaugurales pour l’autel, le jour où il avait été oint, et ils amenèrent leurs offrandes devant l’autel »). Salomon en fait de même lors de la dédicace du premier Temple de Jérusalem (1 Rois 8:63), ainsi qu’Ezra et ses gens lorsqu’ils édifient l’autel du deuxième temple (Ezra 6:16-17) et c’est la même procédure que prophétise Ezéchiel pour le troisième (Ezéchiel 43:26-27). Cependant, selon Moïse Maïmonide, qui fait dériver la hanoukka du terme hébreu : חינוך (hinoukh), dont le sens est d’imprimer une habitude, c’est-à-dire d’« habituer » l’autel à sa fonction (Commentaire de la Mishna (he) sur la mishna Mena'hot (en) 4:4; hinoukh signifie éducation en hébreu moderne), elle est prescrite en Exode 29:38-39: « Or, voici ce que tu offriras sur cet autel: des agneaux de première année, deux par jour, constamment. L’un des agneaux tu l’offriras le matin et tu offriras le second vers le soir. »
C’est pourquoi il ne la considère pas comme une prescription indépendante, de même que Saadia Gaon et l’auteur du Sefer Hahinoukh, et contrairement à l’auteur des Halakhot gdolot suivi par Moïse Nahmanide, mais comme une préparation annexe aux offrandes perpétuelles (he) (prescription positive no 39 dans son Livre des Commandements, prescription no 401 du Sefer Hahinoukh). De plus, Maïmonide considère la prescription limitée dans le temps, n’ayant eu lieu qu’une seule fois, au cours de l’inauguration du tabernacle dans le désert, tandis que Nahmanide, remarquant la répétition de procédures sacrificielles et d’expressions de joie à chaque inauguration, en retire que la prescription se renouvelle à chaque génération, et tire de la formulation des versets d’Exode, que la dédicace de l'autel se fait avec l’offrande perpétuelle du matin, et ne peut donc avoir lieu qu’à ce moment; si l’autel est érigé le soir, son inauguration doit être reportée au lendemain, et aucune offrande n'est faite sur l'autel ce jour-là (Objections de Nahmanide au troisième principe du Livre des Commandements de Maïmonide).